# Bambiraptor feinbergi
Bambiraptor feinbergi byl rod malého dravého dinosaura, který žil před 75 miliony let na území dnešní Montany v USA. Jeho fosilie byly objeveny v sedimentech geologického souvrství Two Medicine.

## Popis
Bambiraptor byl jen asi 30 cm vysoký, 70 až 90 cm dlouhý a vážil kolem 2 kg (šlo však ještě o nedospělého jedince). V dospělosti by mohl být dlouhý asi 1,3 metru a vážil by asi 5 kilogramů. Bambiraptor byl objeven roku 1995 teprve čtrnáctiletým chlapcem v Glacier National Park v Montaně. Podle svých malých rozměrů dostal i jméno (dle známé Disneyho postavičky).

## Inteligence
Bambiraptor feinbergi je jedním z nejlépe zachovaných dinosaurů vůbec (kostra je asi z 95% kompletní). Zajímavostí také je, že měl vůbec největší mozek v poměru k velikosti těla ze všech známých dinosaurů (hodnota EQ - encefalizačního kvocientu je 12,5 - 13,8). Šlo tedy o velmi bystrého a agilního dravce, možná žil dokonce částečně na stromech. Bambiraptor byl možná ještě inteligentnější než příbuzný druh Troodon formosus. Inteligence se však měří velmi obtížně, a to i u žijících druhů živočichů.

### Česká literatura
- SOCHA, Vladimír (2021). Dinosauři – rekordy a zajímavosti. Nakladatelství Kazda, Brno. ISBN 978-80-7670-033-8 (str. 160)